# Jakob Schubert
Jakob Schubert (n. 31 decembrie 1990, Innsbruck, Austria) este un sportiv austriac, medaliat olimpic. A participat la o ediție a Jocurilor Olimpice (2020) în care a câștigat o medalie de argint.